# Формула-1 — Гран-прі Емілії-Романьї 2022

Портал:Формула-1

Гран-прі Емілії-Романьї 2022 року (офіційно — Formula 1 Rolex Gran Premio del Made in Italy e dell'Emilia-Romagna 2022)  — автоперегони чемпіонату світу з Формули-1, які відбулися 24 квітня 2022 року. Гонка була проведена на автодромі Енцо та Діно Феррарі у Імолі (регіон Емілія-Романья, Італія). Це четвертий етап чемпіонату світу і третє Гран-прі Емілії-Романьї в історії.
Переможцем гонки став пілот Ред Булл, нідерландець Макс Ферстаппен. Друге місце посів пілот Ред Булл Серхіо Перес, а на 3 місці фінішував британець Ландо Норріс.
Чинним переможцем гонки був Макс Ферстаппен, який у 2021 році також виступав за команду Ред Булл.

## Положення у чемпіонаті перед гонкою
| Місце   | Пілот               | Очки |
| ------- | ------------------- | ---- |
| 1       | Шарль Леклер        | 71   |
| 2       | Джордж Расселл      | 37   |
| 3       | Карлос Сайнс (мол.) | 33   |
| 4       | Серхіо Перес        | 30   |
| 5       | Льюїс Гамільтон     | 28   |
| Джерело |                     |      |

| Місце   | Конструктор         | Очки |
| ------- | ------------------- | ---- |
| 1       | Феррарі             | 104  |
| 2       | Мерседес            | 65   |
| 3       | Ред Булл - RBPT     | 55   |
| 4       | Макларен - Мерседес | 24   |
| 5       | Альпін - Рено       | 22   |
| Джерело |                     |      |

## Розклад
| Дата           | Подія           | Час           |
| -------------- | --------------- | ------------- |
| 22 квітня 2022 | Вільний заїзд 1 | 14:30 - 15:30 |
| 22 квітня 2022 | Кваліфікація    | 18:00 - 19:00 |
| 23 квітня 2022 | Вільний заїзд 2 | 13:30 - 14:30 |
| 23 квітня 2022 | Спринт          | 17:30 - 18:30 |
| 24 квітня 2022 | Гонка           | 16:00 - 18:00 |
| Джерело        |                 |               |

## Шини
Через дощ під час гран-прі було дозволено використовувати 5 типів шин Pirelli: hard, medium, soft, intermediate і wet.
| Hard | Medium | Soft | Intermediate | Wet |
| ---- | ------ | ---- | ------------ | --- |

## Спринт

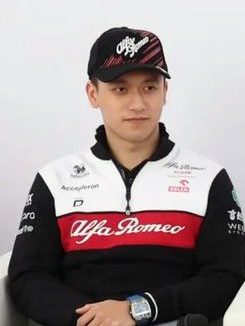
Чжоу Гуаньюй не зміг фінішувати через зіткнення з П'єром Гаслі

Перед початком сезону 2022 було вирішено провести три спринти. Гонщики повинні будуть проїхати 100 кілометрів без піт-стопів. 8 перших гонщиків отримають очки: за перше місце дають 8 очків, а за кожну наступну позицію на одне очко менше.

## Вільний заїзд 1

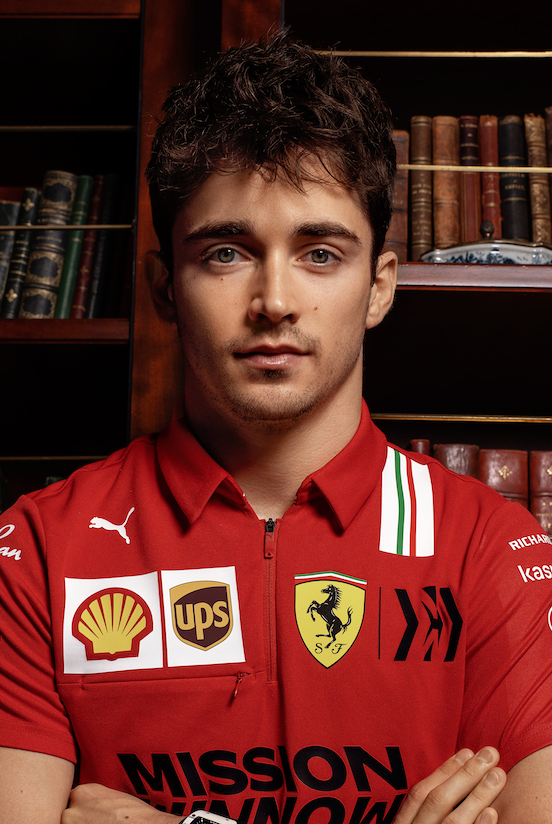
Шарль Леклер посів перше місце у першому вільному заїзді

| Місце    | Пілот               | Конструктор             | Час      | Кола |
| -------- | ------------------- | ----------------------- | -------- | ---- |
| 1        | Шарль Леклер        | Феррарі                 | 1:29.402 | 24   |
| 2        | Карлос Сайнс (мол.) | Феррарі                 | + 0.877  | 25   |
| 3        | Макс Ферстаппен     | Ред Булл - RBPT         | + 1.465  | 21   |
| 4        | Кевін Магнуссен     | Хаас - Феррарі          | + 3.037  | 23   |
| 5        | Мік Шумахер         | Хаас - Феррарі          | + 3.586  | 23   |
| 6        | Серхіо Перес        | Ред Булл - RBPT         | + 3.610  | 17   |
| 7        | Фернандо Алонсо     | Альпін - Рено           | + 3.758  | 13   |
| 8        | Себастьян Феттель   | Астон Мартін - Мерседес | + 3.963  | 22   |
| 9        | Юкі Цунода          | Альфа Таурі - RBPT      | + 4.209  | 18   |
| 10       | Джордж Расселл      | Мерседес                | + 4.860  | 21   |
| 11       | Вальттері Боттас    | Альфа Ромео - Феррарі   | + 5.213  | 19   |
| 12       | П'єр Гаслі          | Альфа Таурі - RBPT      | + 5.702  | 19   |
| 13       | Естебан Окон        | Альпін - Рено           | + 6.018  | 14   |
| 14       | Ландо Норріс        | Макларен - Мерседес     | + 6.100  | 12   |
| 15       | Данієль Ріккардо    | Макларен - Мерседес     | + 6.223  | 15   |
| 16       | Ленс Стролл         | Астон Мартін - Мерседес | + 6.631  | 23   |
| 17       | Александр Албон     | Вільямс - Мерседес      | + 7.059  | 17   |
| 18       | Льюїс Гамільтон     | Мерседес                | + 7.062  | 17   |
| 19       | Чжоу Гуаньюй        | Альфа Ромео - Феррарі   | + 8.048  | 22   |
| 20       | Ніколас Латіфі      | Вільямс - Мерседес      | + 10.296 | 15   |
| Джерело: |                     |                         |          |      |

## Кваліфікація
| Місце                                       | №  | Пілот               | Конструктор             | Частина 1 | Частина 2 | Частина 3 | Старт |
| ------------------------------------------- | -- | ------------------- | ----------------------- | --------- | --------- | --------- | ----- |
| 1                                           | 1  | Макс Ферстаппен     | Ред Булл - RBPT         | 1:19.295  | 1:18.793  | 1:27.999  | 1     |
| 2                                           | 16 | Шарль Леклер        | Феррарі                 | 1:18.796  | 1:19.584  | 1:28.778  | 2     |
| 3                                           | 4  | Ландо Норріс        | Макларен - Мерседес     | 1:20.168  | 1:19.294  | 1:29.131  | 3     |
| 4                                           | 20 | Кевін Магнуссен     | Хаас - Феррарі          | 1:20.147  | 1:19.902  | 1:29.164  | 4     |
| 5                                           | 14 | Фернандо Алонсо     | Альпін - Рено           | 1:20.198  | 1:19.595  | 1:29.202  | 5     |
| 6                                           | 3  | Данієль Ріккардо    | Макларен - Мерседес     | 1:19.980  | 1:20.031  | 1:29.742  | 6     |
| 7                                           | 11 | Серхіо Перес        | Ред Булл - RBPT         | 1:19.773  | 1:19.296  | 1:29.808  | 7     |
| 8                                           | 77 | Вальттері Боттас    | Альфа Ромео - Феррарі   | 1:20.419  | 1:20.192  | 1:30.439  | 8     |
| 9                                           | 5  | Себастьян Феттель   | Астон Мартін - Мерседес | 1:20.364  | 1:19.957  | 1:19.408  | 9     |
| 10                                          | 55 | Карлос Сайнс (мол.) | Феррарі                 | 1:19.305  | 1:18.990  | Без часу  | 10    |
|                                             |    |                     |                         |           |           |           |       |
| 11                                          | 63 | Джордж Расселл      | Мерседес                | 1:20.383  | 1:20.757  |           | 11    |
| 12                                          | 47 | Мік Шумахер         | Хаас - Феррарі          | 1:20.422  | 1:20.916  |           | 12    |
| 13                                          | 44 | Льюїс Гамільтон     | Мерседес                | 1:20.470  | 1:21.138  |           | 13    |
| 14                                          | 24 | Чжоу Гуаньюй        | Альфа Ромео - Феррарі   | 1:19.730  | 1:21.434  |           | 14    |
| 15                                          | 18 | Ленс Стролл         | Астон Мартін - Мерседес | 1:20.342  | 1:28.119  |           | 15    |
|                                             |    |                     |                         |           |           |           |       |
| 16                                          | 22 | Юкі Цунода          | Альфа Таурі - RBPT      | 1:20.474  |           |           | 16    |
| 17                                          | 10 | П'єр Гаслі          | Альфа Таурі - RBPT      | 1:20.732  |           |           | 17    |
| 18                                          | 6  | Ніколас Латіфі      | Вільямс - Мерседес      | 1:21.971  |           |           | 18    |
| 19                                          | 31 | Естебан Окон        | Альпін - Рено           | 1:22.338  |           |           | 19    |
| 107% від часу лідера першої сесії: 1:24.312 |    |                     |                         |           |           |           |       |
| -                                           | 23 | Александр Албон     | Вільямс - Мерседес      | Без часу  |           |           | 20    |
| Джерело:                                    |    |                     |                         |           |           |           |       |

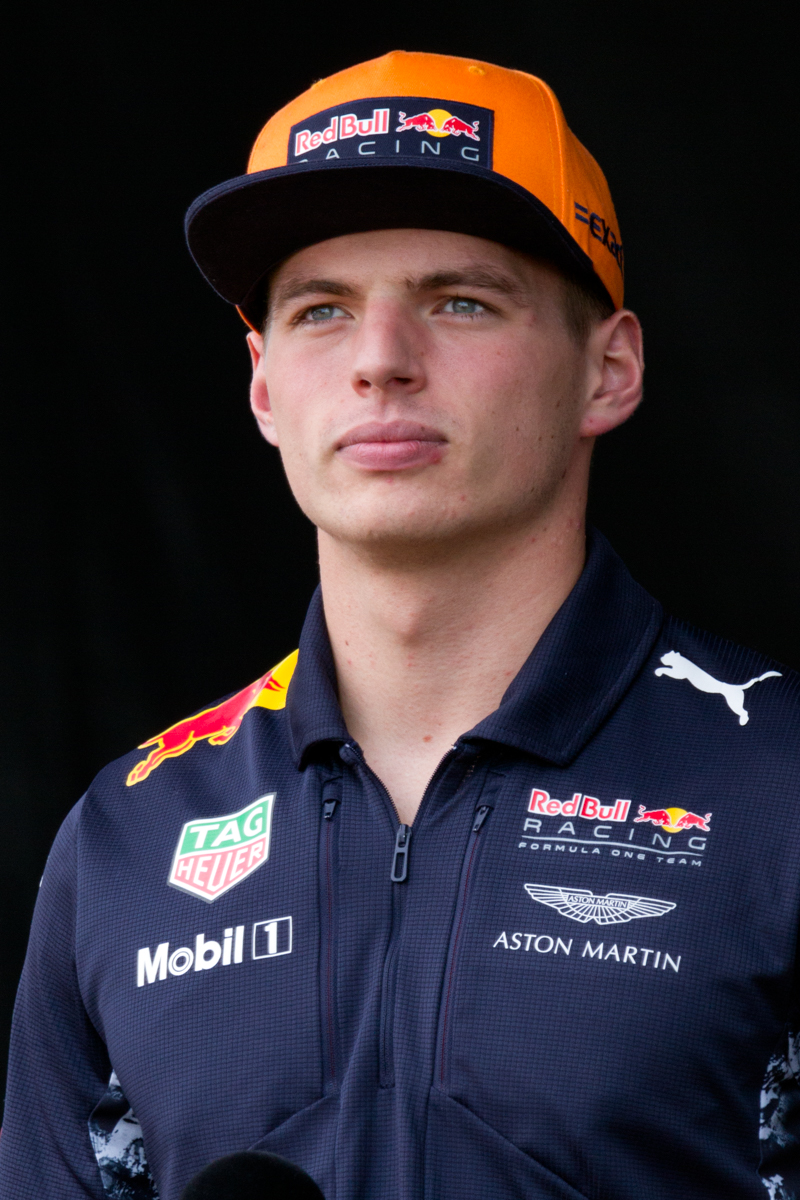
Макс Ферстаппен матиме поул

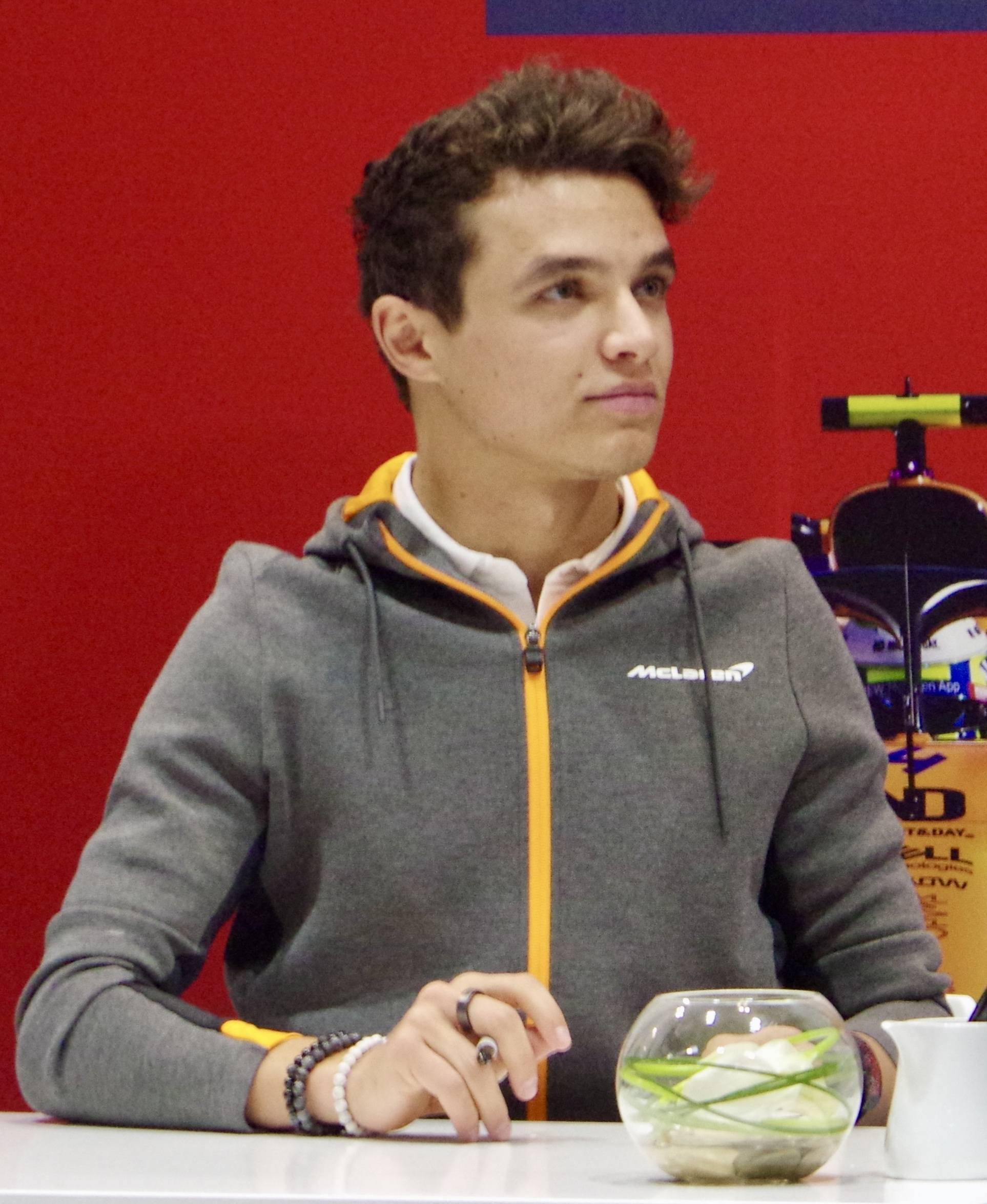
Ландо Норріс

1. Александр Албон не зміг закінчити перший етап кваліфікації через проблеми з болідом.[9]
2. Карлос Сайнс молодший не зміг закінчити третій етап кваліфікації через аварію у другому.[10]
3. Вальттері Боттас потрапив у 2 аварії в третьому етапі кваліфікації. Після другої він не зміг продовжити участь.[11]
4. Кваліфікацію було достроково закінчено після аварії Ландо Норріса.[12]

## Вільний заїзд 2
| Місце    | Пілот               | Конструктор             | Час      | Кола |
| -------- | ------------------- | ----------------------- | -------- | ---- |
| 1        | Джордж Расселл      | Мерседес                | 1:19.457 | 32   |
| 2        | Серхіо Перес        | Ред Булл - RBPT         | +0.081   | 33   |
| 3        | Шарль Леклер        | Феррарі                 | +0.283   | 35   |
| 4        | Льюїс Гамільтон     | Мерседес                | +0.535   | 34   |
| 5        | Фернандо Алонсо     | Альпін - Рено           | +0.717   | 29   |
| 6        | Карлос Сайнс (мол.) | Феррарі                 | +0.801   | 31   |
| 7        | Макс Ферстаппен     | Ред Булл - RBPT         | +0.914   | 36   |
| 8        | Юкі Цунода          | Альфа Таурі - RBPT      | +0.924   | 35   |
| 9        | П'єр Гаслі          | Альфа Таурі - RBPT      | +0.982   | 37   |
| 10       | Чжоу Гуаньюй        | Альфа Ромео - Феррарі   | +1.041   | 32   |
| 11       | Александр Албон     | Вільямс - Мерседес      | +1.134   | 34   |
| 12       | Кевін Магнуссен     | Хаас - Феррарі          | +1.283   | 30   |
| 13       | Мік Шумахер         | Хаас - Феррарі          | +1.520   | 29   |
| 14       | Ленс Стролл         | Астон Мартін - Мерседес | +1.692   | 38   |
| 15       | Себастьян Феттель   | Астон Мартін - Мерседес | +1.698   | 38   |
| 16       | Естебан Окон        | Альпін - Рено           | +1.722   | 30   |
| 17       | Ніколас Латіфі      | Вільямс - Мерседес      | +1.806   | 31   |
| 18       | Ландо Норріс        | Макларен - Мерседес     | +4.364   | 6    |
| -        | Данієль Ріккардо    | Макларен - Мерседес     | Без часу | -    |
| -        | Вальттері Боттас    | Альфа Ромео - Феррарі   | Без часу | -    |
| Джерело: |                     |                         |          |      |

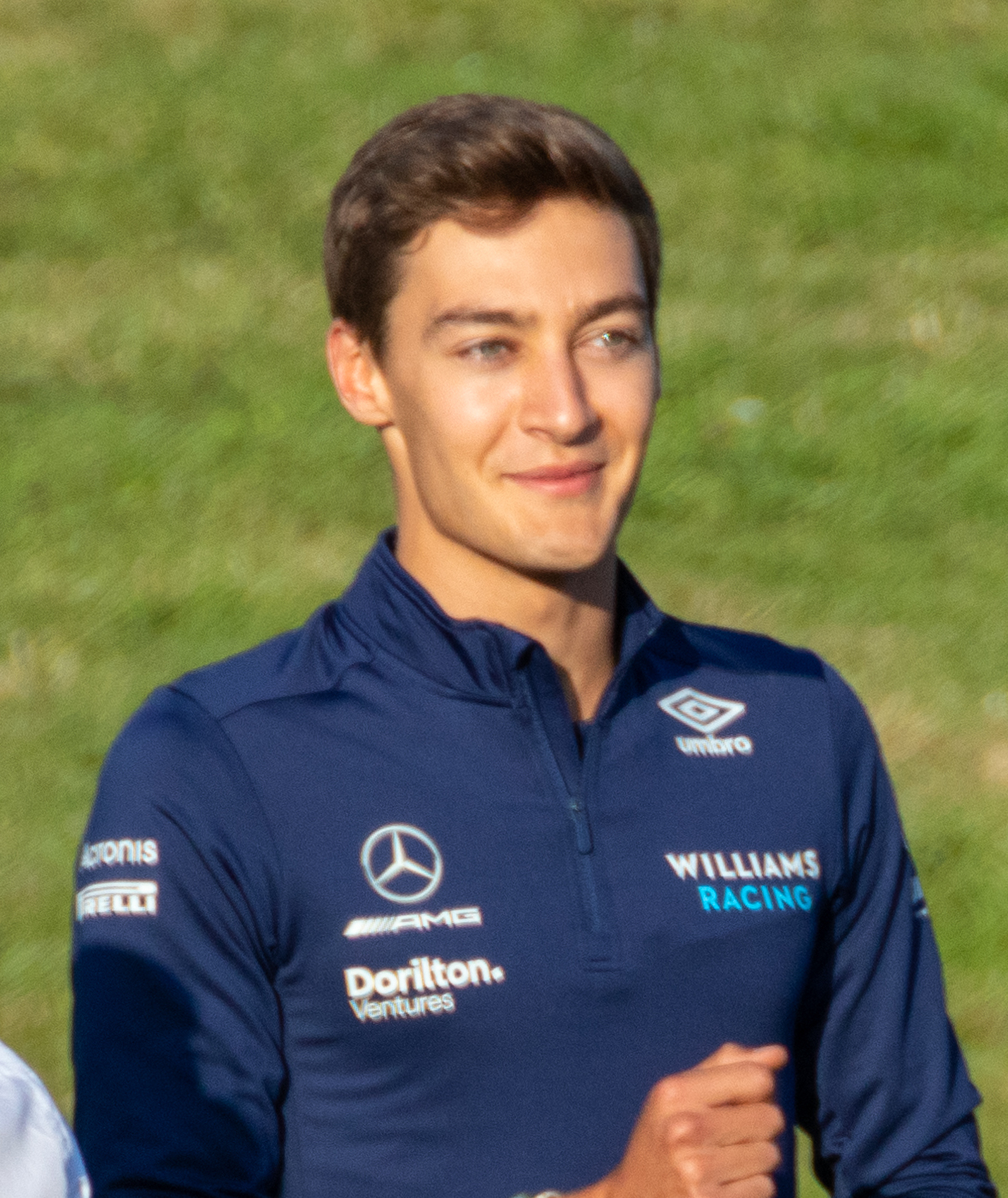
Джордж Расселл посів перше місце у другому вільному заїзді

Вальттері Боттас та Данієль Ріккардо не стартували через проблеми з болідами 

## Спринт
| Місце    | №  | Пілот               | Конструктор             | Час       | Про |
| -------- | -- | ------------------- | ----------------------- | --------- | --- |
| 1        | 1  | Макс Ферстаппен     | Ред Булл - RBPT         | 30:39.567 | 8   |
| 2        | 16 | Шарль Леклер        | Феррарі                 | +2.975    | 7   |
| 3        | 11 | Серхіо Перес        | Ред Булл - RBPT         | +4.721    | 6   |
| 4        | 55 | Карлос Сайнс (мол.) | Феррарі                 | +17.578   | 5   |
| 5        | 4  | Ландо Норріс        | Макларен - Мерседес     | +24.561   | 4   |
| 6        | 3  | Данієль Ріккардо    | Макларен - Мерседес     | +27.740   | 3   |
| 7        | 77 | Вальттері Боттас    | Альфа Ромео - Феррарі   | +28.133   | 2   |
| 8        | 20 | Кевін Магнуссен     | Хаас - Феррарі          | +30.712   | 1   |
| 9        | 14 | Фернандо Алонсо     | Альпін - Рено           | +32.278   |     |
| 10       | 47 | Мік Шумахер         | Хаас - Феррарі          | +33.773   |     |
| 11       | 63 | Джордж Расселл      | Мерседес                | +36.284   |     |
| 12       | 22 | Юкі Цунода          | Альфа Таурі - RBPT      | +38.298   |     |
| 13       | 5  | Себастьян Феттель   | Астон Мартін - Мерседес | +40.177   |     |
| 14       | 44 | Льюїс Гамільтон     | Мерседес                | +41.459   |     |
| 15       | 18 | Ленс Стролл         | Астон Мартін - Мерседес | +42.910   |     |
| 16       | 31 | Естебан Окон        | Альпін - Рено           | +43.517   |     |
| 17       | 10 | П'єр Гаслі          | Альфа Таурі - RBPT      | +43.794   |     |
| 18       | 23 | Александр Албон     | Вільямс - Мерседес      | +48.871   |     |
| 19       | 6  | Ніколас Латіфі      | Вільямс - Мерседес      | +52.017   |     |
| Схід     | 24 | Чжоу Гуаньюй        | Альфа Ромео - Феррарі   | Без часу  |     |
| Джерело: |    |                     |                         |           |     |

## Гонка
| Місце                                                                         | №  | Пілот               | Конструктор             | Час         | Про    |
| ----------------------------------------------------------------------------- | -- | ------------------- | ----------------------- | ----------- | ------ |
| 1                                                                             | 1  | Макс Ферстаппен     | Ред Булл - RBPT         | 1:32:07.986 | 25 + 1 |
| 2                                                                             | 11 | Серхіо Перес        | Ред Булл - RBPT         | +16.527     | 18     |
| 3                                                                             | 4  | Ландо Норріс        | Макларен - Мерседес     | +34.834     | 15     |
| 4                                                                             | 63 | Джордж Расселл      | Мерседес                | +42.506     | 12     |
| 5                                                                             | 77 | Вальттері Боттас    | Альфа Ромео - Феррарі   | +43.181     | 10     |
| 6                                                                             | 16 | Шарль Леклер        | Феррарі                 | +56.072     | 8      |
| 7                                                                             | 22 | Юкі Цунода          | Альфа Таурі - RBPT      | +61.110     | 6      |
| 8                                                                             | 5  | Себастьян Феттель   | Астон Мартін - Мерседес | +70.892     | 4      |
| 9                                                                             | 20 | Кевін Магнуссен     | Хаас - Феррарі          | +75.260     | 2      |
| 10                                                                            | 18 | Ленс Стролл         | Астон Мартін - Мерседес | +1 коло     | 1      |
| 11                                                                            | 23 | Александр Албон     | Вільямс - Мерседес      | +1 коло     |        |
| 12                                                                            | 10 | П'єр Гаслі          | Альфа Таурі - RBPT      | +1 коло     |        |
| 13                                                                            | 44 | Льюїс Гамільтон     | Мерседес                | +1 коло     |        |
| 14                                                                            | 31 | Естебан Окон        | Альпін - Рено           | +1 коло     |        |
| 15                                                                            | 24 | Чжоу Гуаньюй        | Альфа Ромео - Феррарі   | +1 коло     |        |
| 16                                                                            | 6  | Ніколас Латіфі      | Вільямс - Мерседес      | +1 коло     |        |
| 17                                                                            | 47 | Мік Шумахер         | Хаас - Феррарі          | +1 коло     |        |
| 18                                                                            | 3  | Данієль Ріккардо    | Макларен - Мерседес     | +1 коло     |        |
| Схід                                                                          | 14 | Фернандо Алонсо     | Альпін - Рено           | Без часу    |        |
| Схід                                                                          | 55 | Карлос Сайнс (мол.) | Феррарі                 | Без часу    |        |
| Найшвидше коло: Макс Ферстаппен (Ред Булл) - 1:18,446, поставлений на 55 колі |    |                     |                         |             |        |
| Джерело:                                                                      |    |                     |                         |             |        |

1. Естебан Окон закінчив гонку на 11 місці, але через п'ятисекундний штраф йому було присуджене 14 місце.

## Положення у чемпіонаті після гонки
| Місце   | Пілот               | Очки |
| ------- | ------------------- | ---- |
| 1       | Шарль Леклер        | 86   |
| 2       | Макс Ферстаппен     | 59   |
| 3       | Серхіо Перес        | 54   |
| 4       | Джордж Расселл      | 49   |
| 5       | Карлос Сайнс (мол.) | 38   |
| Джерело |                     |      |

| Місце   | Конструктор           | Очки |
| ------- | --------------------- | ---- |
| 1       | Феррарі               | 124  |
| 2       | Ред Булл - RBPT       | 113  |
| 3       | Мерседес              | 77   |
| 4       | Макларен - Мерседес   | 46   |
| 5       | Альфа Ромео - Феррарі | 25   |
| Джерело |                       |      |